# 5G
|  | Per a altres significats, vegeu «IEEE 802.11ac». |

En telecomunicacions, 5G són les sigles utilitzades per referir-se a la cinquena generació de tecnologies de telefonia mòbil. És la successora de la tecnologia 4G, dissenyat per ser molt més ràpid que el 4G LTE. Si bé la majoria de generacions s'han definit tècnicament per les seves velocitats de transmissió de dades, cadascuna també s'ha vist marcada per una interrupció en els mètodes de codificació o "interfícies aèries", que la fan incompatible amb la generació anterior. El 1G era analògic cel·lular. Les tecnologies 2G, com ara CDMA, GSM i TDMA, van ser la primera generació de tecnologies mòbils digitals. Les tecnologies 3G, com EVDO, HSPA i UMTS, aportaven velocitats des de 200kbps fins a alguns megabits per segon. Les tecnologies 4G, com WiMAX i LTE, van ser el següent salt incompatible i ara estan escalant fins a centenars de megabits i fins i tot velocitats a nivell de gigabit.
Inicialment, el terme es va associar amb l'estàndard IMT-2020 de la Unió Internacional de Telecomunicacions, que requeria una velocitat màxima de descàrrega teòrica de 20 gigabits per segon i 10 gigabits per segon, juntament amb altres requisits. Aleshores, el grup d’estàndards de la indústria 3GPP va triar l'estàndard 5G NR (New Radio) juntament amb LTE com a proposta de presentació a l'estàndard IMT-2020. La primera fase de les especificacions 3GPP 5G de la versió 15 va finalitzar el 2019 i la segona fase de la versió 16 en 2020.

## Objectius
Un dels objectius més importants, a part d'accelerar les connexions a Internet per telèfons intel·ligents, és habilitar la connexió a internet mitjançant xarxes sense fils més ràpidament a tot arreu del món i per a qualsevol dispositiu. En un futur no gaire llunyà, els telèfons i altres dispositius amb connectivitat cel·lular funcionaran amb 5G, deixant de fer servir l'actual 4G.
Amb les telecomunicacions 5G es pretén aconseguir un assoliment de comunicacions ideals i omnipresents en qualsevol moment i entre persones i màquines indistintament. Està previst que les xarxes 5G suportin serveis sense fils en àmbits de la informació, les cases i ciutats intel·ligents i la sanitat, entre d'altres.

## Desenvolupament
La companyia sueca Ericsson va ser la primera en arribar a velocitats de 5 Gbps reals, amb demostracions en directe de l'estàndard previ a la tecnologia de xarxa (pre-estàndard) 5G.
Al novembre de 2014, Huawei anuncia la signatura d'un acord amb l'operadora mòbil russa Megafon per estandarditzar i desenvolupar xarxes 5G de prova, en vistes a la Copa Mundial de Futbol de 2018. El 17 d'octubre 2016, Qualcomm anuncia el primer mòdem 5G, el Snapdragon X50, com el primer integrat comercial de telefonia mòbil 5G. El 2017, l'empresa Intel presenta la seva solució XMM™ 7660. El març del 2018, dins el MWC 2018 de Barcelona, Huawei presenta la seva solució anomenada el Balong 5G01. Està previst que tothom utilitzi aquesta connectivitat el 2025.
| Empresa  | Data | Modem 5G    |
| -------- | ---- | ----------- |
| Qualcomm | 2016 | X50         |
| Intel    | 2017 | XMM™ 7660   |
| Huawei   | 2018 | Balong 5G01 |

## Velocitat i latència
En comparació a la velocitat a la que arriba el 4G actualment, 100 megabits per segon (Mbps), el 5G podrà arribar a ser cent vegades més ràpid, ja que serà capaç d'assolir 10 gigabits per segon (Gbps), de tota manera aquesta és la seva velocitat teòrica màxima. La similitud a nivel de rendiment entre 4G i 5G en els exemplars existents, ha aconseguit arribar gairebé al limit de Shannon pel que fa a les taxes de comunicació de dades. La Consumer Technology Association va exemplificar aquesta alta velocitat afirmant que es podrà descarregar una pel·lícula de dues hores en només 3,6 segons amb la tecnologia 5G, el 4G trigaria 6 minuts i el 3G 26 hores.
L'especificació del 5G promet una latència màxima de 4ms, reduir la latència significativament dels 20ms en 4G LTE actual. Cal afegir que les connexions 5G sense xarxa, superaran les connexions d'internet per cable actuals.
La "latència d'aire" llançada l'any 2019, és d'entre 8 i 12ms. La latència del servidor s'ha d'afegir a la "latència d'aire". Tot i així, Verison fa saber que la latència en el 5G que està desenvolupant és de 30ms. S'ha comprovat, però, que la latència es pot reduir a entre 10 i 20ms si els servidors estan prop de les torres, tot i que serà difícil trobar aquesta situació fora els laboratoris.

## MIMO Massius
Els MIMO Massius, també anomenats “Very Large Mimo” (VLM), formen part de les tecnologies que donen forma al 5G. Son estacions de base cel·lulars (BSs) amb un nombre molt gran d'antenes sistemes tant del transmissor com del receptor.
Per cel·la, cada estació base té més antenes que usuaris que en fan ús i les antenes receptores poden ser posseïdes per un dispositiu o distribuïdes a molts dispositius. Una de les qualitats més destacades del sistema és que el nombre d'antenes es pot escalar fins al grau desitjat de manera que l'augment d'antenes és directament proporcional al rendiment i inversament proporcional a la potència radiada. L'estructura de cel·les i l'alt nombre d'antenes aconseguirien un servei uniforme a tota la cel·la i un processament de senyal molt més simplificat.
Els MIMO Massius aportarien millores en la fiabilitat, l'eficiència espectral i energètica de les xarxes sense fils augmentant-ne la llibertat, la freqüència i les dimensions del temps. També augmentarien el rendiment i reduirien la potència radiada.

## Estudis sobre els efectes negatius del 5G
Des de l'inici de la investigació per a la creació del 5G també s'han realitzat estudis que analitzen els possibles efectes negatius. Aquests estudis però, no són predominants a causa de la novetat del 5G respecte a altres generacions de tecnologies sense fils com les del 4G o el 3G.
La majoria d'efectes negatius retratats per diferents estudis estan relacionats amb les longituds d'ona de la radiofreqüència electromagnètica del 5G.
En general, la situació es troba en un estat confús, ja que es necessita un consens per decidir i verificar correctament els impactes sobre la salut mental i física i la possible contribució del 5G a la creació o desenvolupament avançat de malalties com el càncer cerebral, la infertilitat i fins i tot l'addicció. Tot i la falta de concordança, ja hi ha estudis que afirmen possibles resultats negatius a curt o llarg termini.